# Hans Deppe
Hans Deppe (nasceu Hans Johannes Carl Otto Deppe; Berlim, 12 de novembro de 1897 – 23 de setembro de 1969) foi um ator e diretor de cinema alemão.

## Filmografia selecionada
- 1934: Die rosarote Brille (Kurz-Spielfilm)
- 1934: Die kleinen Verwandten (Kurz-Spielfilm)
- 1934: Der Schimmelreiter (auch Drehbuch, Darsteller)
- 1934: Schloß Hubertus
- 1934: Herr Kobin geht auf Abenteuer
- 1961: Robert und Bertram
- 1962: Unsere Jenny (TV)
- 1962: Muß i denn zum Städtele hinaus
- 1966: Wie lernt man Reisen? (TV)